# Saligny-sur-Roudon
 Saligny-sur-Roudon  es una población y comuna francesa, situada en la región de Auvernia, departamento de Allier, en el distrito de Moulins y cantón de Dompierre-sur-Besbre.

## Demografía
| 1101 | 1093 | 992 | 906 | 811 | 766 |
| Para los censos de 1962 a 1999 la población legal corresponde a la población sin duplicidades (Fuente: INSEE [Consultar]) |      |     |     |     |     |